# Davy DMX
Дэвид Ривз (англ. David Reeves; 3 октября 1960, Бекли, Западная Виргиния), более известный под сценическим псевдонимом Дэви ДиЭмЭкс (англ. Davy DMX) и Дэви Ди (англ. Davy D.) — афроамериканский музыкант, диджей, автор песен и музыкальный продюсер в жанре хип-хоп. Он наиболее известен сотрудничеством с Kurtis Blow, The Fat Boys, Run-D.M.C. и Джем Мастер Джеем.
Ранний партнёр Расселла Симмонса и Ларри Смита, Дэйв впервые сделал себе имя в 1980-х годах. Является автором таких песен Кёртиса Блоу, как «If I Ruled The World» и «The Breaks», а также автором таких песен Run-D.M.C., как «Run’s House», «Beats To The Rhyme», «Radio Station» и «How’d You Do It Dee». Он же является соавтором таких песен группы The Fat Boys, как «Jail House Rap», «Hard Core Reggae» и «Pump It Up — Let’s Get Funky».
Также снялся в двух художественных фильмах, Vengeance: The Story of Tony Cimo (1986) и Незаконно твой (1988), телесериале Supercarrier и документальном фильме God Gave Rock & Roll to You (2006).

## Ранняя жизнь
Дэвид Франклин Ривз-младший родился в Бекли, Западная Виргиния 3 октября 1960 года. Дэйви было 10 лет, когда он переехал со своей семьёй в район Холлис в Куинсе, Нью-Йорк, в преимущественно афро-американскую общину, известную как дом таких всемирно известных людей как политик Эндрю Янг, преподобный Эл Шарптон, теоретик гражданских прав Лани Гвиньер и джазовый музыкант Милт Джексон.
О своём музыкальном образовании Дэйв сказал: «Мне всегда нравилась группа The Jackson 5, когда я был маленьким, поэтому я купил гитару и сам научился на ней играть». В конце концов он также научился играть на бас-гитаре, клавишных и ударных. На заре хип-хопа в середине семидесятых Дейв научился диджеингу. В 1979 году Дэйв начал гастролировать в качестве диджея для Кёртиса Блоу, менеджером которого был уроженец Холлиса, Расселл Симмонс. Среди концертов с Блоу, на которых Дэйв выступал до 1983 года, было несколько концертов в сентябре 1980 года на одной сцене с The Commodores и Бобом Марли в Мэдисон-сквер-гардене.

## Карьера в качестве артиста
В 1982 году Дэйв, играя на гитаре, присоединился к басисту Ларри Смиту и барабанщику Тревору Гейлу в группе под названием Orange Krush. Их первый сингл «Action» с вокалом Элисон Уильямс был выпущен в том же году. Суровый, сопровождаемый тяжёлым битом, продакшн, «Action» не был хитом, но он был очень влиятельным. В 1983 году его основной ритм был переделан как «Krush Groove» для песни «Sucker MC’s (Krush Groove 1)» группы Run-D.M.C., и снова для песни «Hollis Crew (Krush-Groove 2)» (1984), «Darryl & Joe (Krush-Groove 3)» (1985) и «Together Forever (Krush-Groove 4)» (1985). По состоянию на 2016 год различные части песни «Action» были засэмплированы не менее 49 раз, в том числе на записях Jay-Z, Kanye West, Common, De La Soul и T-Pain. Orange Krush также предоставил музыку для песни «You’ve Gotta Believe» рэпера и диджея Lovebug Starski в 1983 году.
Когда пришло время записывать его под собственным именем, он решил назвать себя Davy DMX в честь драм-машины Oberheim DMX, которую он использовал для создания битов. Дэйв дебютировал как сольный исполнитель под именем Davy DMX в конце 1983 года, выпустив на лейбле Tuff City Records сингл «One for the Treble (Fresh)». Прежде всего, хип-хоп-инструментал, «One for the Treble (Fresh)» был изучен Эриком Шмуклером для газеты The Village Voice в мае 1984 года, который написал: «Дэви находит необычные звуковые фрагменты, которые он скрэтчит поверх бита, как сильно обработанные голоса и скоро широко имитирующие визг покрышки, которые приводят к резкой остановке записи.» Второй сингл Дэйва для лейбла Tuff City, «The DMX Will Rock», записанный при участии рэпера Sweet Tee, был выпущен в 1985 году.
Первый и единственный полноформатный альбом Дэйва, Davy’s Ride, был выпущен лейблом Def Jam Recordings в 1987 году. Обозреватель Марк Синкер, пишущий для английского журнала New Musical Express, назвал Дэви «Хичкоком хип-хопа: чьи сюжеты о сексуальном насилии — это все устройства, на которые можно повесить маловероятные технические трюки», добавив, «[Davy’s Ride] — самый странный, самый злобный образный рэп-альбом, выпущенный недавно.» Месяцем ранее Брайан Чин из газеты New York Post объявил, что альбом является „ещё одним доказательством того, что рэп является самым доступным поп искусством этого десятилетия“.

## Карьера в качестве продюсера
Работа Дэйва в качестве сессионного музыканта, автора песен и продюсера выросла из его гастролей с Кёртисом Блоу. Он записал бэк-вокал для песни «Hard Times» Кёртиса Блоу в 1981 году и играл на гитаре в песнях «Starlife» (1981), «Rockin’» (1981), «Tough» (1982) и «Daydreamin’» (1982). С 1983 по 1985 год Дэйв был соавтором нескольких записей, спродюсированных Блоу. Среди них песня Sweet G «Games People Play» и два трека от The Fat Boys: «Jail House Rap», «Hard Core Reggae» и «Pump It Up — Let’s Get Funky».
В 1983 году Дэйв объединился с Ларри Смитом и Расселом Симмонсом, чтобы написать музыку для песни «Money (Dollar Bill Y’all)» рэпера Джимми Спайсера. Песня оказалось влиятельной, трек был семплирован не менее 34 раза по состоянию на 2016 год, в том числе в записях Wu-Tang Clan, Montell Jordan, Mary J. Blige и Maino. В 1997 году Coolio сделал кавер-версию песни.
Первое упоминание Дэйва в качестве продюсера состоялось в 1983 году на сингле «The Big Beat» рэпера Spoonie Gee, его партнёра по лейблу Tuff City Records. За ним последовал сингл «Street Girl» в 1985 году, ещё один продакшн от Davy DMX. Также в 85-м году Дэйв спродюсировал песню «Transformation» для рэп-группы Dr. Jeckyll & Mr. Hyde. Год спустя, Дэйв объединился с Spyder-D, другим уроженцем Холлиса, чтобы спродюсировать песню «Don’t Make Me Laugh» для рэпера Sparky D. В 1987 году Дэйв написал музыку для песни Stephanie Mills «Can’t Change My Ways», запись, которую он спродюсировал вместе с Расселлом Симмонсом.
В 1985 году Дэйв написал музыку для 5 песен на шестом альбоме Кёртиса Блоу, America: «AJ Meets Davy DMX», «Hello Baby», «If I Ruled The World», «AJ Is Cool» и «Don’t Cha Feel Like Making Love».
Дэйви „ДиЭмЭкс“ Ривз сыграл на гитаре в песне «Saturday Night» на дебютном альбоме Lovebug Starski House Rocker 1986 года.
Дэйв сыграл на гитаре в песне «Jam-Master Jammin» на альбоме Run-D.M.C. King of Rock 1985 года, но самое примечательное упоминание Дэйва как продюсера состоялось на альбоме Run-D.M.C. Tougher Than Leather (1988). Он также написал в соавторстве песни «Run’s House», «Beats To The Rhyme», «Radio Station» и «How’d You Do It Dee».
В следующем году Дэйв совместно с Джем Мастер Джеем выпустил несколько записей, начиная с сингла Run-D.M.C. «Ghostbusters» / «Pause» в 1989 году и продолжая «Feel It» для рэп-группы The Afros в 1990 году. Дэйв спродюсировал 3 песни с пятого альбома группы Run-D.M.C., Back from Hell: «Pause», «Groove To The Sound» и «Party Time».
В 1992 году Дэйв сыграл на бас-гитаре в песне «Hazy Shade of Criminal» группы Public Enemy и в песне «You’re My Girl» на дебютном альбоме группы Fam-Lee, Runs In The Fam-Lee.
В 1994 году Дэйв сопродюсировал песню «Back Up Off Me», заглавную композицию из альбома Doctor Dre & Ed Lover.

## Davy D в XXI веке
С 2010 года Дэви гастролирует с группой Public Enemy в качестве ведущего бас-гитариста. Эта серия концертов включала в себя по крайней мере два выступления в туре LL Cool J Kings of the Mic Tour вместе с De La Soul и Ice Cube.
В 2012 году Дэйв спродюсировал трек «2 (Respect)» для альбома Public Enemy The Evil Empire Of Everything. В 2015 году Дэви ДиЭмЭкс сыграл на бас-гитаре на альбоме Public Enemy Man Plans God Laughs.

## Дискография
Альбомы
- 1987 — Davy’s Ride (при участии Hurricane) (Def Jam Recordings)

Сборники
- 1995 — F-F-F-Fresh (Ol' Skool Flava)

Синглы
- 1984 — «One For The Treble (Fresh)» (Tuff City Records, CBS Associated Records) (как Davy DMX)
- 1985 — «The DMX Will Rock» (Tuff City Records) (как Davy DMX)
- 1987 — «Ohh Girl» (Def Jam Recordings) (как Davy D.)
- 1987 — «Feel For You» / «Davy’s Ride» (Def Jam Recordings) (как Davy D.)
- 1987 — «Have You Seen Davy» (Def Jam Recordings) (как Davy D.)
- 2014 — «One For The Treble» / «The DMX Will Rock» (7», RE) (Tuff City Records) (как Davy DMX)

Саундтреки
- 1985 — Krush Groove («If I Ruled The World», «Pump It Up — Let’s Get Funky») (композитор)
- 1997 — В погоне за Эми («Run’s House») (автор песни)
- 1999 — Догма («Run’s House») (автор песни)
- 2001 — Джей и молчаливый Боб наносят ответный удар («Tougher Than Leather») (исполнитель)
- 2002 — Grand Theft Auto: Vice City (видео игра) («One For The Treble (Vocal Mix)») (автор песни)
- 2007 — Все ненавидят Криса (телесериал), эпизод «Everybody Hates DJs» («One for the Treble (Fresh)») (исполнитель)
- 2007 — Все ненавидят Криса (телесериал), эпизод «Everybody Hates Gambling» («If I Ruled The World») (автор песни)
- 2014 — Мистер Динамит: Восхождение Джеймса Брауна (док. фильм) («Run’s House») (автор песни)
- 2015 — The Tonight Show Starring Jimmy Fallon (телесериал), эпизод «Lena Dunham/Colin Quinn» («Run’s House») (автор песни)

## Фильмография
Художественные фильмы
- 1986 — Vengeance: The Story of Tony Cimo (1 ноября 1986 года)
- 1988 — Illegally Yours (13 мая 1988 года)

Документальные фильмы
- 2006 — God Gave Rock & Roll to You

Телевидение
- 1988 — Supercarrier (телесериал), эпизод «Deadly Enemies (Pilot)» (6 марта 1988 года)